# رون بوتيتا
رون بوتيتا (بالإنجليزية: Ron Bottitta)‏ هو ممثل بريطاني، ولد في 25 ديسمبر 1960 بلندن في المملكة المتحدة.

## وصلات خارجية
- رون بوتيتا على موقع IMDb (الإنجليزية)
- رون بوتيتا على موقع قاعدة بيانات الفيلم (الإنجليزية)